# Абхайнагар
Абхайнагар (бенг. অভয়নগর, англ. Abhaynagar)  — місто на заході Бангладеш, адміністративний центр однойменного підокругу. Площа міста дорівнює 10,34 км². За даними перепису 2001 року, у місті проживало 28 597 осіб, з яких чоловіки - 53,67 %, жінки   — відповідно 46,33 %. Щільність населення дорівнювала 1895 осіб на 1 км². Рівень грамотності населення становив 39 % (при середньому по Бангладеш показнику 43,1 %).